# Otiothraea
Otiothraea es un género de insecto coleóptero de la familia Chrysomelidae.

## Especies
- Otiothraea avilai Vela & Bastazo, 1993
- Otiothraea filabrensis Cobos, 1957
- Otiothraea ghardaiensis Warchalowski, 1989